# Lion Walking
Lion Walking (em tradução livre, Leão Caminhando) é um filme mudo britânico em curta-metragem, realizado em 1887 pelo inventor e fotógrafo Eadweard Muybridge, parte de seu estudo à respeito do movimento. Atualmente, pode ser visualizado pelo YouTube, encontrando-se em domínio público pela data em que foi realizado. 
Não se trata de um filme como entendemos hoje, mas de uma sequência de fotografias dispostas de forma a criar a impressão de movimento.
Uma cópia encontra-se disponível no Royal Academy of Arts, em Londres.

## Sinopse

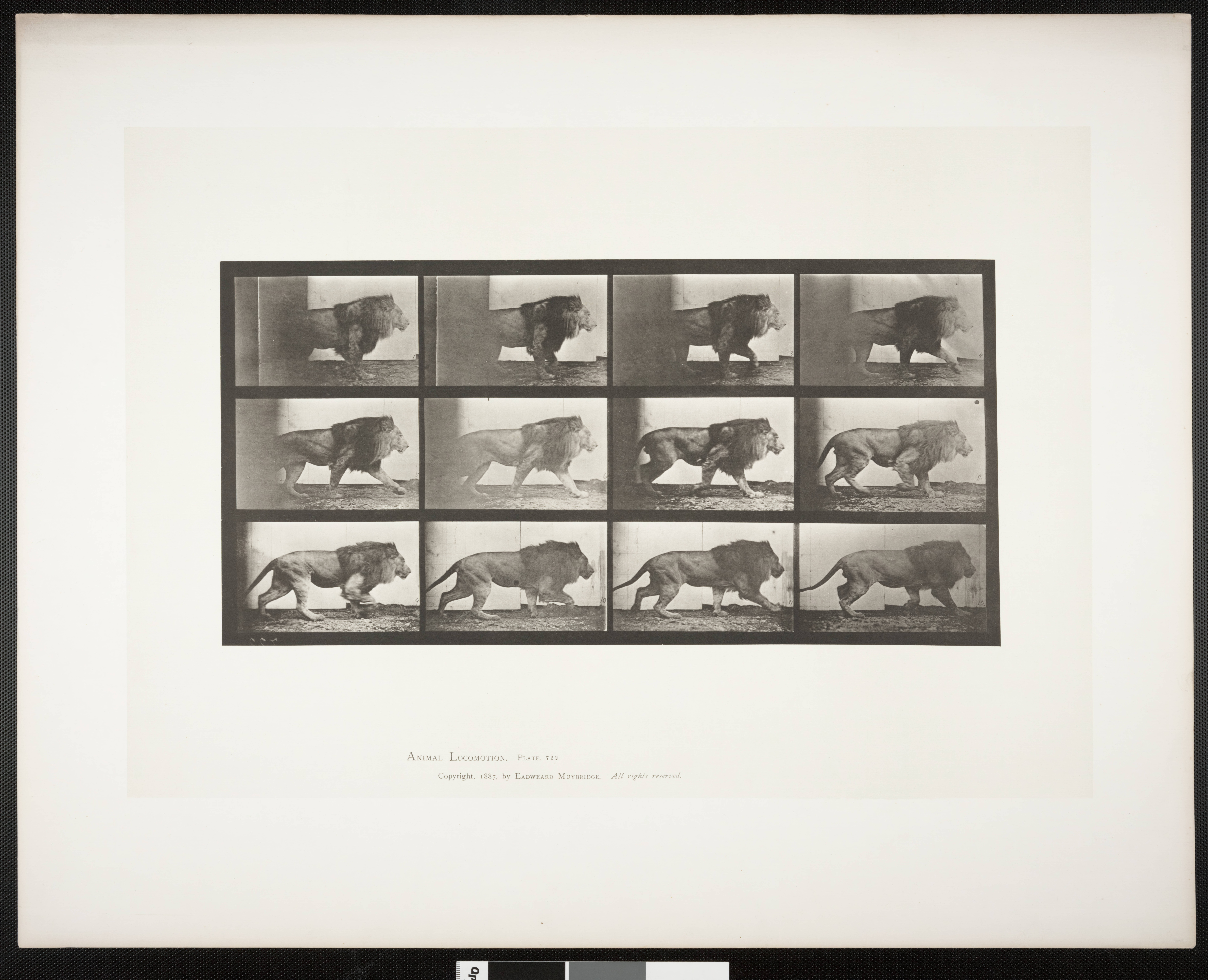
Sequência de fotos de "Lion Walking"

Uma série de imagens fotográficas mostrando uma leão se movimentando.